# Chedli Klibi
Chedli Klibi (arab. محمد الناصر; ur. 6 września 1925 w Tunisie, zm. 13 maja 2020 tamże) – tunezyjski filozof, polityk. Był sekretarzem generalnym Ligi Państw Arabskich i jedynym nie-Egipcjaninem, który pełnił tę funkcję.

## Życiorys
Chedli Klibi ukończył filozofię na Sadiki College w 1944 roku. Po ukończeniu studiów na Uniwersytecie Pantheon-Sorbonne, gdzie uzyskał dyplom z języka arabskiego i literatury w 1947 r, wykładał w Institut des Hautes Etudes i Ecole Normale Superieure.
Klibi w 1958 roku został dyrektorem generalnym Radia Tunis, a następnie tunezyjskim ministrem kultury, funkcję tę sprawował trzykrotnie w latach 1961–1970, 1971–1973, 1976–1978 pod przewodnictwem Habiba Bourguiby, wcześniej szefa sztabu prezydenta od 1974 do 1976 r. był ministrem informacji od 1978 do 1979 roku. Pełnił również funkcję burmistrza Kartaginy w latach 1963–1990.
Klibi został mianowany sekretarzem generalnym Ligi Państw Arabskich w marcu 1979 roku w wyniku traktatu pokojowego Egipt–Izrael. W 1990 roku zrezygnował ze stanowiska bez wyjaśnienia. Jako sekretarz generalny zorganizował trzy zwykłe szczyty szefów państw arabskich i sześć nadzwyczajnych szczytów.
Napisał Orient-Occident - la paix violente, która została wydana w 1999 roku. Książka ta została napisana w formie wywiadu z francuską dziennikarką Jennifer Moll, w której przewiduje kilka kwestii związanych z islamem, Europą i jego doświadczeniami jako sekretarza generalnego Ligi Państw Arabskich.
Zmarł 13 maja 2020 roku w stolicy Tunezji Tunisie w wieku 94 lat.